# کلویی (نام)
کلویی (Chloe، Chloë یا Chloé) یک نام دخترانه به معنی «شکوفا»ست، و ممکن است به یکی از موارد زیر اشاره داشته باشد:
- کلوئه (خواننده اهل آمریکا)
- کلوئی (بازیگر پورنوگرافی)
- کلویی بنت
- کلوئه بریجز
- کلو هول
- کلوئی جونز
- کلویی کارداشیان
- کلویی گریس مورتس
- کلویی سونی
- کلوئی ساتون
- کلوئه وب
- کلوئی ابرایان